# 東北地方の鉄道路線
東北地方の鉄道路線（とうほくちほうのてつどうろせん）
解説：
- 「広域：」とは、その地域内の複数の部分にまたがる路線である。地域内で完結している。
- 「超広域：」とは、その地域と他の地域にまたがる路線である。
  - 詳細については、その地域を含む親の地域の「広域」にある同じ路線名の記述を参照。

- 各路線の区間は『鉄道要覧』を基準としている。
- 同じ路線でも支線（別線）および事業種別の違う区間は別掲しており、各地方ごとに起点側から(1)、(2)…と番号を付けている。
- 特記無き路線は鉄道事業法に基づく鉄道路線、［軌道法適用］と記載がある路線は軌道法に基づく軌道路線である。

廃止された鉄道路線については日本の廃止鉄道路線一覧を参照。

## 東北地方
- 超広域：
  - 北海道新幹線 （北海道旅客鉄道） : 新青森駅 - 新函館北斗駅（北海道地方） (148.8km)
  - 海峡線　（北海道旅客鉄道）：中小国駅 - 木古内駅（北海道地方） (87.8km)
  - 東北新幹線 （東日本旅客鉄道）：東京駅（関東地方） - 新青森駅 (713.7km)
  - 東北本線 （東日本旅客鉄道）：東京駅（関東地方） - 盛岡駅  (535.3km)
  - 常磐線 （東日本旅客鉄道）：日暮里駅（関東地方） - 岩沼駅  (343.1km)
  - 磐越西線 （東日本旅客鉄道）：郡山駅 - 新津駅（中部地方）  (175.6km)
  - 羽越本線 （東日本旅客鉄道）：新津駅（中部地方） - 秋田駅  (271.7km)
  - 米坂線 （東日本旅客鉄道）：米沢駅 - 坂町駅（中部地方）  (90.7km)
  - 只見線 （東日本旅客鉄道）：会津若松駅 - 小出駅（中部地方）  (135.2km)
  - 水郡線 （東日本旅客鉄道）：水戸駅（関東地方） - 安積永盛駅  (137.5km)
  - 野岩鉄道会津鬼怒川線 (野岩鉄道)：新藤原駅(関東地方) - 会津高原尾瀬口駅  (30.7km)
- 広域：
  - 奥羽本線 （東日本旅客鉄道）：福島駅（福島県） - 青森駅（青森県）  (484.5km)
  - 五能線 （東日本旅客鉄道）：東能代駅（秋田県） - 川部駅（青森県）  (147.2km)
  - 花輪線 （東日本旅客鉄道）：好摩駅（岩手県） - 大館駅（秋田県）  (106.9km)
  - 八戸線 （東日本旅客鉄道）：八戸駅（青森県） - 久慈駅（岩手県）  (64.9km)
  - 田沢湖線 （東日本旅客鉄道）：盛岡駅（岩手県） - 大曲駅（秋田県）  (75.6km)
  - 北上線 （東日本旅客鉄道）：北上駅（岩手県） - 横手駅（秋田県）  (61.1km)
  - 大船渡線 （東日本旅客鉄道）：一ノ関駅（岩手県） - 気仙沼駅（宮城県）- 盛駅（岩手県）  (105.7km)
  - 陸羽東線 （東日本旅客鉄道）：小牛田駅（宮城県） - 新庄駅（山形県）  (94.1km)
  - 仙山線 （東日本旅客鉄道）：仙台駅（宮城県） - 羽前千歳駅（山形県）  (58.0km)
  - いわて銀河鉄道線（IGRいわて銀河鉄道）：盛岡駅（岩手県） - 目時駅（青森県）  (82.0km)
  - 阿武隈急行線 （阿武隈急行）：福島駅（福島県） - 槻木駅（宮城県）  (54.9km)

### 青森県
- 超広域：北海道新幹線 東北新幹線 八戸線 奥羽本線 五能線 海峡線 いわて銀河鉄道線
- 広域：
  - 大湊線 （東日本旅客鉄道）：野辺地駅 - 大湊駅  (58.4km)
  - 津軽線 （東日本旅客鉄道）：青森駅 - 三厩駅  (55.8km)
  - 青い森鉄道線 （青い森鉄道・第2種）：目時駅 - 青森駅  (121.9km)
  - 弘南鉄道弘南線 （弘南鉄道）：弘前駅 - 黒石駅  (16.8km)
- *弘南鉄道大鰐線 （弘南鉄道）：大鰐駅 - 中央弘前駅  (13.9km)
  - 津軽鉄道線 （津軽鉄道）：津軽五所川原駅 - 津軽中里駅  (20.7km)
- 青森市
  - 奥羽本線(2)（日本貨物鉄道・第2種）：新青森駅 - 青森信号場  (4.8km・貨物線)
- 八戸市
  - 八戸臨海鉄道線 （八戸臨海鉄道）：八戸貨物駅 - 北沼駅  (8.5km・貨物線)
- 東津軽郡外ヶ浜町
  - 青函トンネル竜飛斜坑線 （青函トンネル記念館）：青函トンネル記念館駅 - 体験坑道駅  (0.8km)

### 秋田県
- 超広域：奥羽本線 羽越本線 五能線 花輪線 田沢湖線 北上線
- 広域：
  - 男鹿線 （東日本旅客鉄道）：追分駅 - 男鹿駅  (26.6km)
  - 秋田内陸縦貫鉄道秋田内陸線 （秋田内陸縦貫鉄道）：鷹巣駅 - 角館駅  (94.2km)
- 秋田市
  - 奥羽本線(1) （日本貨物鉄道）：土崎駅 - 秋田港駅  (1.8km・貨物線)
- 由利本荘市
  - 由利高原鉄道鳥海山ろく線 （由利高原鉄道）：羽後本荘駅 - 矢島駅  (23km)

### 山形県
- 超広域：奥羽本線 仙山線 陸羽東線 羽越本線 米坂線
- 広域：
  - 陸羽西線 （東日本旅客鉄道）：新庄駅 - 余目駅  (43.0km)
  - 左沢線 （東日本旅客鉄道）：北山形駅 - 左沢駅  (24.3km)
  - 山形鉄道フラワー長井線 （山形鉄道）：赤湯駅 - 荒砥駅  (30.5km)
- 酒田市
  - 羽越本線(1) （日本貨物鉄道）：酒田駅 - 酒田港駅  (2.7km・貨物線)

### 岩手県
- 超広域：東北新幹線 東北本線 八戸線 大船渡線 北上線 田沢湖線 花輪線 いわて銀河鉄道線
- 広域：
  - 山田線 （東日本旅客鉄道）：盛岡駅 - 宮古駅  (102.1km)
  - 釜石線 （東日本旅客鉄道）：花巻駅 - 釜石駅  (90.2km)
  - 三陸鉄道リアス線 （三陸鉄道）：盛駅 - 久慈駅  (163.0km)
- 大船渡市
  - 岩手開発鉄道日頃市線 （岩手開発鉄道）：盛駅 - 岩手石橋駅  (9.5km・貨物線)
  - 岩手開発鉄道赤崎線 （岩手開発鉄道）：盛駅 - 赤崎駅  (2.0km・貨物線)

### 宮城県
- 超広域：東北新幹線 東北本線 常磐線 仙山線 陸羽東線 大船渡線 阿武隈急行線
- 広域：
  - 東北本線(4) （東日本旅客鉄道）：岩切駅 - 利府駅  (4.2km)
  - 仙石線 （東日本旅客鉄道）：あおば通駅 - 石巻駅  (50.2km)
  - 石巻線 （東日本旅客鉄道）：小牛田駅 - 女川駅  (44.7km)
  - 気仙沼線 （東日本旅客鉄道）：前谷地駅 - 気仙沼駅  (72.8km)
  - 仙台臨海鉄道臨海本線 （仙台臨海鉄道）貨物線：陸前山王駅 - 仙台北港駅  (5.4km)
- 仙台市
  - 東北本線(3) （東日本旅客鉄道）：長町駅 - 東仙台駅  (6.6km)
  - 仙台市地下鉄南北線 （仙台市交通局）：富沢駅 - 泉中央駅  (14.8km)
  - 仙台市地下鉄東西線 （仙台市交通局）：八木山動物公園駅 - 荒井駅  (13.9km)
  - 仙台臨海鉄道仙台埠頭線 （仙台臨海鉄道）：仙台港駅 - 仙台埠頭駅  (1.6km・貨物線)
  - 仙台臨海鉄道仙台西港線 （仙台臨海鉄道）：仙台港駅 - 仙台西港駅  (2.5km・貨物線)
- 石巻市
  - 仙石線(1) （日本貨物鉄道）貨物線：陸前山下駅 - 石巻埠頭駅  (4.7km)
- 名取市
  - 仙台空港鉄道仙台空港線 （仙台空港鉄道）：名取駅 - 仙台空港駅  (7.1km)

### 福島県
- 超広域：東北新幹線 東北本線 常磐線 水郡線 磐越西線 只見線 奥羽本線 阿武隈急行線 野岩鉄道会津鬼怒川線
- 広域：
  - 磐越東線 （東日本旅客鉄道）：いわき駅 - 郡山駅  (85.6km)
  - 会津鉄道会津線 （会津鉄道）：西若松駅 - 会津高原尾瀬口駅  (57.4km)
- 福島市
  - 福島交通飯坂線 （福島交通）：福島駅 - 飯坂温泉駅  (9.2km)
- いわき市
  - 福島臨海鉄道本線 （福島臨海鉄道）：泉駅 - 小名浜駅  (5.4km・貨物線)